# Bicol (vùng)
Bicol là một vùng của Philippines. Vùng bao gồm Bán đảo Bicol ở phía đông nam của đảo Luzon và một số hòn đảo khác. Vùng Bicol có 6 tỉnh trực thuộc là Albay, Camarines Norte, Camarines Sur, Catanduanes, Masbate và Sorsogon và một thành phố độc lập là Naga và 6 thành phố thuộc tỉnh là Iriga, Lezgapi, Ligao, Masbate, Sorsogon và Tabaco. Trung tâm Vùng là thành phố Legazpi, tương đương với trung tâm chính trịvà hành chính. Trung tâm văn hóa và tôn giáo của Vùng là thành phố Naga. Các thành phố Legazpi, Naga và Sorsogon là các thành phố đứng đầu Vùng về đô thị hóa và là cũng là các trung tâm kinh tế của Vùng.

## Địa lý
Vùng Bicol nằm ở phần kéo dài của Luzon, hòn đảo lớn nhất của Philippines, và được bao qunh bởi một số vật cản tự nhiên. Vùng giáp với Vịnh Lamon ở phía bắc, Thái Bình Dương ở phía đông, Biển Sibuyan và Vịnh Ragay ở phía tây. Vùng có thể kết nối đường bộ với toàn bộ đảo Luzon qua tỉnh Quezon lân cận.
Trong số 6 tỉnh của Vùng, có 4 tỉnh "nội địa" là Albay, Camarines Sur, Camarines Norte, và Sorsogon và 2 tỉnh đảo là Masbate và Catanduanes. Diện tích của toàn Vùng là 18.114 km² trong đó tỉnh Camarines Sur chiếm 30% trong khi tỉnh Catanduanes chỉ chiếm 8,6% diện tích. 71,5% diện tích đất đai đã được sử dụng trong khi 29% là đất rừng